# Димитрис Апостолакос
Димитрис Илия Апостолакос, известен като капитан Каравостасис (на гръцки: Δημήτρης Ηλία Αποστολάκος - Καπετάν Καραβοστάσης), е гръцки офицер и революционер, деец на Гръцката въоръжена пропаганда в Македония от началото на ΧΧ век.

## Биография
Димитрис Апостолакос е роден в село Итило, Гърция. Участва като доброволец в Гръцко-турската война в 1897 година. След това учи в гимназията в Гитио. Присъединява се към гръцката въоръжена пропаганда в Македония и действа с капитан Никостратос Каломенопулос под псевдонима капитан Каравостасис. Участва в много сражения. В битка с османски части е заловен и осъден на смърт от съд в Скопие. Присъдата обаче не е изпълнена поради избухването на Младотурската революция в 1908 година. Завръща се в Гърция. Участва в Балканската война в 1912 година, а по-късно оглавява чета от 45 души в Северен Епир заедно с брат си Никос. Участва в Гръцко-турската война (1919 - 1922), в която брат му загива.